# Ахунский ИТЛ
Ахунла́г (Аху́нский исправи́тельно-трудово́й ла́герь) — подразделение, действовавшее в системе исправительно-трудовых учреждений СССР.

## История
Ахунский исправительно-трудовой лагерь был организован приказом ГУЛАГа № 10 от 13 декабря 1934 года. Лагерное управление дислоцировалось на Малом Ахуне (Краснодарский край, город Сочи).
В разное время в Ахунском исправительно-трудовом лагере отбывало наказание от семисот до 2—3 тысяч заключённых.
Лагерь был закрыт в 1935 году.
Руководил лагерем Матвеев, Владимир Зосимович. После строительство дороги Агура — Ахун руководил лагерем, строившим Норильский комбинат, считается первым директором комбината. Матвеев был арестован в апреле 1938 года и обвинён во вредительском строительстве комбината и железнодорожной ветки Норильск — Дудинка. После вынесения приговора отбывал срок в Архангельской области, погиб в лагере.

## Производство
Строительство трассы Агура — Охун (Ахун). Строительство начато 2 января 1935 и закончено в основном 29 апреля 1935 года.